# Scaphispatha robusta
Scaphispatha robusta är en kallaväxtart som beskrevs av Eduardo G. Gonçalves. Scaphispatha robusta ingår i släktet Scaphispatha och familjen kallaväxter. Inga underarter finns listade.